# Campeonato Goiano de Futebol de 2022
O Campeonato Goiano de Futebol de 2022 foi a 79ª edição do campeonato profissional de clubes de futebol do estado de Goiás. Disputado por 12 clubes, iniciou-se em 26 de janeiro e terminou no dia 2 de abril. A competição premiará os clubes com três vagas para a Copa do Brasil de 2023, uma para a Copa Verde 2023 e uma para a Série D de 2023.

## Regulamento

### Primeira fase
Os 12 (doze) times serão divididos em dois grupos com seis times cada. Os times jogarão em seus respectivos grupos em turno e returno, totalizando 10 rodadas. Classifica-se para as quartas de final os quatro melhores de cada grupo, enquanto os últimos colocados serão rebaixados para a Divisão de Acesso de 2023. Os três melhores colocados do campeonato ganharão vaga à Copa do Brasil de 2023, e o campeão ganhará vaga para a Copa Verde de 2023. Já os três melhores colocados, com exceção de Atlético Goianiense, Goiás, Vila Nova e Aparecidense, que já disputam divisões superiores, ganharão vaga para a disputa da Série D de 2023.

### Segunda fase
Os oito classificados de cada grupo irão para as quartas de final. A composição dos quatro confrontos serão definidos por cruzamento olímpico (1ºA x 4ºB, 2ºA X 3ºB, 2ºB X 3ºA, 1ºB X 4ºA) e serão realizados em jogos de ida e volta. Em caso do empate nos confrontos, será definido o classificado o clube com o maior saldo de gols, e na persistência, será realizada a disputa de pênaltis. Na semifinal, o melhor classificado no geral enfrenta o quarto melhor e o segundo classificado no geral joga contra o terceiro colocado. 

### Critérios de desempate
Caso haja empate de pontos entre dois clubes, os critérios de desempates são aplicados na seguinte ordem:
1. Número de vitórias
2. Saldo de gols
3. Gols marcados
4. Confronto direto
5. Número de cartões vermelhos
6. Número de cartões amarelos
7. Sorteio

## Equipes participantes
| Aumento | Equipes promovidas da Divisão de Acesso de 2021 |

| Equipe                                    | Cidade               | Em 2021 | Estádios                        | Títulos (último)    |
| Anápolis Futebol Clube                    | Anápolis             | 5º      | Jonas Duarte                    | 1 (em 1965)         |
| Associação Atlética Aparecidense          | Aparecida de Goiânia | 4º      | Anníbal Batista de Toledo       | 0 (não possui)      |
| Atlético Clube Goianiense                 | Goiânia              | 3º      | Antônio Accioly                 | 15 (último em 2020) |
| Clube Recreativo Atlético Catalano (CRAC) | Catalão              | 10º     | Genervino da Fonseca            | 2 (último em 2004)  |
| Goianésia Esporte Clube                   | Goianésia            | 9º      | Valdeir José de Oliveira        | 0 (não possui)      |
| Goiás Esporte Clube                       | Goiânia              | 7º      | Serrinha                        | 28 (último em 2018) |
| Goiatuba Esporte Clube                    | Goiatuba             | 1º (2D) | Divino García Rosa              | 1 (em 1992)         |
| Grêmio Esportivo Anápolis                 | Anápolis             | 1º      | Jonas Duarte                    | 1 (em 2021)         |
| Iporá Esporte Clube                       | Iporá                | 10º     | Estádio Francisco José Ferreira | 0 (não possui)      |
| Associação Esportiva Jataiense            | Jataí                | 8º      | Arapucão                        | 0 (não possui)      |
| Morrinhos Futebol Clube                   | Morrinhos            | 2º (2D) | João Vilela                     | 0 (não possui)      |
| Vila Nova Futebol Clube                   | Goiânia              | 2º      | OBA                             | 15 (último em 2005) |

## Fase final
Em itálico os clubes mandantes do primeiro jogo. Em negrito os classificados.
|  | Quartas de final    | Quartas de final    | Quartas de final | Quartas de final |   |           | Semifinais       | Semifinais       | Semifinais       | Semifinais       |  |       | Final                     | Final                     | Final                     | Final                     |  |  |
|  | 09 a 13 de março    | 09 a 13 de março    | 09 a 13 de março | 09 a 13 de março |   |           | 19 a 23 de março | 19 a 23 de março | 19 a 23 de março | 19 a 23 de março |  |       | 26 de março e 02 de abril | 26 de março e 02 de abril | 26 de março e 02 de abril | 26 de março e 02 de abril |  |  |
|  |                     |                     |                  |                  |   |           |                  |                  |                  |                  |  |       |                           |                           |                           |                           |  |  |
|  | Goiás               | 3                   | 3                | 6                |   |           |                  |                  |                  |                  |  |       |                           |                           |                           |                           |  |  |
|  | CRAC                | 0                   | 0                | 0                |   |           |                  |                  |                  |                  |  |       |                           |                           |                           |                           |  |  |
|  | CRAC                | 0                   | 0                | 0                |   | Goiás     | 2                | 2                | 4                |                  |  |       |                           |                           |                           |                           |  |  |
|  |                     |                     |                  |                  |   | Goiás     | 2                | 2                | 4                |                  |  |       |                           |                           |                           |                           |  |  |
|  |                     | Iporá               | 0                | 3                | 3 |           |                  |                  |                  |                  |  |       |                           |                           |                           |                           |  |  |
|  | Anápolis            | Iporá               | 0                | 3                | 3 | 1         | 0                | 1                |                  |                  |  |       |                           |                           |                           |                           |  |  |
|  | Anápolis            |                     |                  |                  |   | 1         | 0                | 1                |                  |                  |  |       |                           |                           |                           |                           |  |  |
|  | Iporá               | 1                   | 1                | 2                |   |           |                  |                  |                  |                  |  |       |                           |                           |                           |                           |  |  |
|  | Iporá               | 1                   | 1                | 2                |   |           |                  |                  |                  |                  |  | Goiás | 0                         | 1                         | 1                         |                           |  |  |
|  |                     |                     |                  |                  |   |           |                  |                  |                  |                  |  | Goiás | 0                         | 1                         | 1                         |                           |  |  |
|  |                     | Atlético Goianiense | 1                | 3                | 4 |           |                  |                  |                  |                  |  |       |                           |                           |                           |                           |  |  |
|  | Vila Nova           | Atlético Goianiense | 1                | 3                | 4 | 2         | 3                | 5                |                  |                  |  |       |                           |                           |                           |                           |  |  |
|  | Vila Nova           |                     |                  |                  |   | 2         | 3                | 5                |                  |                  |  |       |                           |                           |                           |                           |  |  |
|  | Goianésia           | 1                   | 1                | 2                |   |           |                  |                  |                  |                  |  |       |                           |                           |                           |                           |  |  |
|  | Goianésia           | 1                   | 1                | 2                |   | Vila Nova | 2                | 1                | 3                |                  |  |       |                           |                           |                           |                           |  |  |
|  |                     |                     |                  |                  |   | Vila Nova | 2                | 1                | 3                |                  |  |       |                           |                           |                           |                           |  |  |
|  |                     | Atlético Goianiense | 3                | 1                | 4 |           |                  |                  |                  |                  |  |       |                           |                           |                           |                           |  |  |
|  | Atlético Goianiense | Atlético Goianiense | 3                | 1                | 4 | 1         | 3                | 4                |                  |                  |  |       |                           |                           |                           |                           |  |  |
|  | Atlético Goianiense |                     |                  |                  |   | 1         | 3                | 4                |                  |                  |  |       |                           |                           |                           |                           |  |  |
|  | Morrinhos           | 0                   | 0                | 0                |   |           |                  |                  |                  |                  |  |       |                           |                           |                           |                           |  |  |

## Classificação Final
- ^  A. O Atlético Goianiense declinou do convite para participar da Copa Verde 2023 e a vaga foi repassada ao Rio Branco-AC, time subsequente melhor posicionado no Ranking da CBF.
- ^  B. Classificado pelo Ranking da CBF.

## Premiação
| Campeonato Goiano 2022                    |
| ----------------------------------------- |
| Atlético Goianiense Campeão (16.º título) |